# Si Pa Phìn
Si Pa Phìn là một xã thuộc huyện Nậm Pồ, tỉnh Điện Biên, Việt Nam.

## Địa lý
Xã Si Pa Phìn có vị trí địa lý:
- Phía đông giáp huyện Mường Chà
- Phía tây và phía nam giáp Lào
- Phía bắc giáp xã Phìn Hồ.

Xã Si Pa Phìn có diện tích 129,57 km², dân số năm 2022 là 6.090 người, mật độ dân số đạt 47 người/km².

## Hành chính
Xã Si Pa Phìn được chia thành 12 bản: Chế Nhù, Chiềng Nưa, Long Dạo, Nậm Chim 1, Nậm Chim 2, Phi Lĩnh 1, Phi Lĩnh 2, Pú Đao, Sân Bay, Tân Lập, Tân Phong, Văn Hồ.

## Lịch sử
Trước đây, xã Si Pa Phìn thuộc huyện Mường Lay (nay là huyện Mường Chà).
Ngày 26 tháng 5 năm 1997, Chính phủ ban hành Nghị định số 52-CP về việc thành lập xã Si Pa Phìn trên cơ sở 27.098 ha diện tích tự nhiên và 4.789 người của xã Chà Nưa.
Ngày 26 tháng 11 năm 2003, Quốc hội ban hành Nghị quyết số 22/2003/QH11 về việc chuyển xã Si Pa Phìn thuộc huyện Mường Nhé, tỉnh Lai Châu về tỉnh Điện Biên mới thành lập quản lý.
Ngày 2 tháng 3 năm 2005, Chính phủ ban hành Nghị định số 25/2005/NĐ-CP về việc đổi tên huyện Mường Lay thành huyện Mường Chà và xã Si Pa Phìn thuộc huyện Mường Chà mới đổi tên quản lý.
Ngày 14 tháng 11 năm 2006, Chính phủ ban hành Nghị định số 135/2006/NĐ-CP về việc:
- Thành lập xã Na Sang trên cơ sở điều chỉnh 726 ha diện tích tự nhiên và 411 nhân khẩu của xã Si Pa Phìn.
- Thành lập xã Ma Thì Hồ trên cơ sở điều chỉnh 9.038 ha diện tích tự nhiên và 2.082 nhân khẩu của xã Si Pa Phìn.
- Thành lập xã Phìn Hồ trên cơ sở điều chỉnh 6.428 ha diện tích tự nhiên và 1.487 nhân khẩu của xã Si Pa Phìn.

Sau khi điều chỉnh địa giới hành chính, xã Si Pa Phìn còn lại 12.904,9 ha diện tích tự nhiên và 4.224 nhân khẩu.
Ngày 25 tháng 8 năm 2012, Chính phủ ban hành Nghị quyết số 45/NQ-CP về việc chuyển xã Si Pa Phìn thuộc huyện Mường Chà về huyện Nậm Pồ mới thành lập quản lý.
Ngày 6 tháng 12 năm 2019, HĐND tỉnh Điện Biên ban hành Nghị quyết số 148/NQ-HĐND về việc:
- Thành lập bản Tân Phong trên cơ sở bản Tân Phong I và bản Tân Phong II.
- Sáp nhập bản Tân Hưng vào bản Tân Lập.
- Sáp nhập bản Háng Dúng vào bản Long Dạo.
- Thành lập bản Chiềng Nưa trên cơ sở bản Chiềng Nưa 1 và bản Chiềng Nưa 2.